# Wurzelrasse
Wurzelrasse (englisch root race) ist ein Konzept aus der esoterischen Kosmogonie der modernen Theosophie. Bekannt wurde es vor allem durch Helena Petrovna Blavatsky (1831–1891) und ihr 1888 erschienenes Werk The Secret Doctrine (deutsch: Die Geheimlehre). Darin entfaltet sie die Vorstellung einer in die kosmische Evolution eingebundenen Entwicklung von insgesamt sieben „Menschenrassen“, die nacheinander auf verschiedenen Kontinenten entstanden wären oder noch entstehen würden. Jede Wurzelrasse unterteilte Blavatsky in sieben „Unterrassen“. Die germanische Unterrasse der arischen (fünften) Wurzelrasse definierte sie als die gegenwärtig höchste Stufe dieser Entwicklung, die von einer kommenden Unterrasse amerikanischer Herkunft abgelöst werden würde. Blavatskys Rassenlehre bot verschiedenen, auch obskurantistischen und rassistischen Strömungen Anknüpfungspunkte und einen reichen Schatz an Mythen und Symbolen.
Rudolf Steiner (1861–1925), der Begründer der Anthroposophie, übernahm die Menschenrassenlehre Blavatskys mit ihren Wurzel- und Unterrassenmythen, spiritualisierte sie und entwickelte sie fantasievoll weiter. Die Anthroposophie tradiert bis heute die Rassenlehre Steiners und hat ein abgeleitetes Periodisierungsschema von sieben okkulten „Epochen“, „Hauptzeiträumen“ oder „Zeitaltern“ einer geglaubten spirituellen Menschheitsentwicklung.

## Blavatskys Wurzelrassensystem

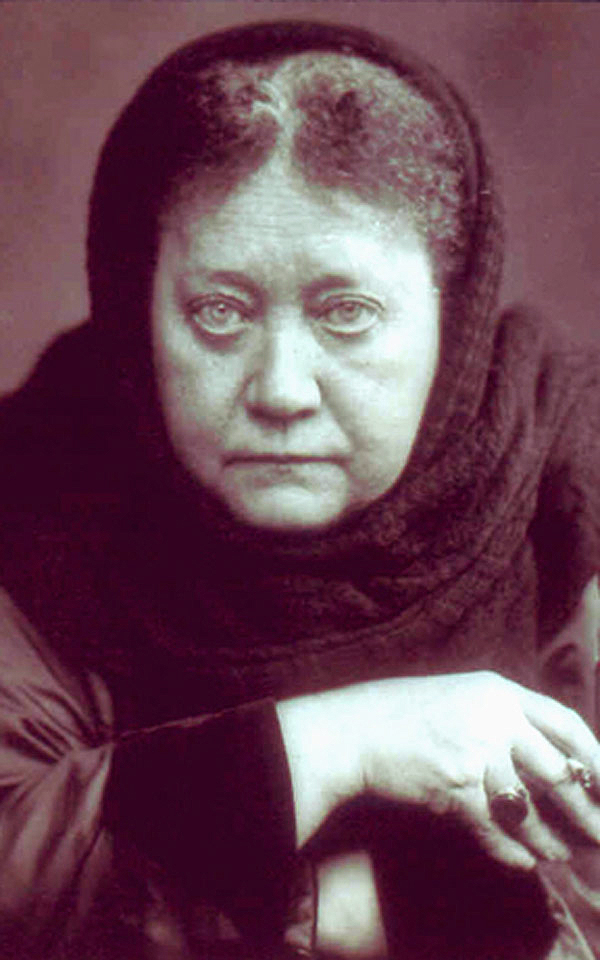
Helena Blavatsky, Aufnahme aus dem Jahr 1889

### Grundgedanken
Die Theosophie Blavatskys formuliert eine synkretistische Schöpfungsmythologie, zu deren zentralen Elementen die Lehre der Wurzelrassen gehört. Grundsätzlich betrachtet sie die Menschheit neognostisch als eine Emanation der göttlichen Natur: Der göttliche Logos sei in die Materie gefallen und befinde sich seitdem auf dem Weg zurück zum Geist. Diese Entwicklung vollziehe sich in mehreren Stufen, die durch das Gesetz des Karma und einen Reinkarnationsmechanismus miteinander verbunden seien. Blavatsky ging davon aus, dass die Menschheit viel älter sei und vor allem anderen Leben auf der Erde entstanden sei. Angeregt durch populärwissenschaftlichen Darstellungen der Embryologie formulierte sie eine Idee, nach der die Menschheit durch verschiedene Entwicklungsstadien gehe, dabei würde sich ihre Körperlichkeit in sieben deutlich verschiedenen Menschenrassen zunehmend ausdifferenzieren, denen sie jeweils unterschiedliche Kontinente zuordnete : die Wurzelrassen. Die Entwicklung der Menschheit verlaufe zyklisch: Von einer rein geistigen Existenz erfolge ein Abstieg in die Materie, von wo aus die Menschheit sich wieder vergeistige.
Die Menschheitsentwicklung werde in einem ausgeklügelten Zuchtprogramm gesteuert, das übernatürliche Wesen für die Menschheit ersonnen hätten. Der Theologe Linus Hauser spricht daher von einem „pädagogischen Evolutionismus“. Jede Wurzelrasse wird bei Blavatsky in sieben sogenannte Unterrassen und diese wiederum in sieben Zweig- oder Familienrassen unterteilt. Wenn eine Rasse ihre Aufgabe in der Entwicklung der Menschheit erfüllt habe, gehe sie mit ihrem zugehörigen Kontinent unter, um der nächsthöheren Rasse Platz zu machen. Es sei absehbar, dass es bald nur noch drei Menschentypen geben werde: Den „Arier“, den „Gelben“ und den „afrikanischen Neger“. „Rothäute, Eskimos, Papuaner, Australier, Polynesier usw. – alle sterben aus. […] Und ihre Auslöschung ist […] eine karmische Notwendigkeit“.
Blavatskys Rassenmythos setzte sich sowohl von der biblischen Lehre einer Creatio ex nihilo ab als auch von der als materialistisch kritisierten Evolutionslehre, wie sie etwa Charles Darwin vertrat. Eine Abstammung des Menschen vom Affen lehnte sie ab, da der Mensch die älteste Art von Lebewesen auf der Erde sei. Andererseits rezipierte sie intensiv wissenschaftliche Forschungsergebnisse, etwa die Studien der Sprachwissenschaftler Franz Bopp (1791–1867) und Max Müller (1823–1900), die beide das Sanskrit erforscht und als „arische“ (heute würde man sagen: indogermanische) Sprache klassifiziert hatten. Von Müller, der als Gründer der vergleichenden Religionswissenschaft gilt, übernahm Blavatsky den Arier-Mythos. Sie knüpfte zum Teil auch an Erkenntnisse der Paläontologie des späten 19. Jahrhunderts an, insofern sie deren rassische Theorien zur Entwicklung der Menschheit adaptierte. Die populäre Atlantis-Theorie des Amerikaners Ignatius Donnelly (1831–1901), der angab, die Arier würden ursprünglich von dem untergegangenen Kontinent stammen und hätten von dort aus Europa und dann Indien besiedelt, erleichterte schließlich die Akzeptanz ihres ähnlichen Geschichtsmythos beim Publikum.

### Die erste Wurzelrasse und die Mondvorväter
Blavatsky unterschied insgesamt sieben sich entwickelnde menschliche Wurzelrassen, die nacheinander ihren Aufstieg und Niedergang erleben würden. Die menschliche Entwicklung begann demnach mit der ersten, der astralen, körper- und geschlechtslosen Wurzelrasse, die in einem unsichtbaren „unvergänglichen, heiligen Land“ entstanden sei. Die ersten irdischen Menschen dieser ätherischen Wurzelrasse seien Nachkommen der „Pitris“ gewesen, der „Mondvorväter“, die vom Mond, gekommen seien, dem angeblichen Vorgängerplaneten der Erde. Diese hätten sich zu „Dhyan-Chohans“ entwickelt, engel- oder göttergleichen überlegenen Wesen, die das Ziel auch der menschlichen Evolution darstellten. Es gebe sieben „Dhyan-Chohans“, von denen sich jeder eine „äußerlich und innerlich verschiedene Rasse von Menschen“ schaffe. Die erste Wurzelrasse sei nicht ausgestorben, da sie unsterblich sei, sie habe sich lediglich zurückgezogen.

### Die zweite Wurzelrasse
Die zweite Wurzelrasse habe ihr Domizil auf einem heute nicht mehr existierenden Kontinent Hyperborea in der Nähe des Nordpols gehabt. Sie soll einen äthero-physischen Körper und einen psycho-spirituellen Geist besessen haben – ein erster, missglückter Versuch, diese beiden Elemente miteinander zu vermitteln, die den Menschen ausmachen. Diese Wurzelrasse habe sich aus unterschiedlichsten riesigen, halbmenschlichen Ungeheuern mit geringem Verstand zusammengesetzt, die sich durch Knospung fortpflanzten. Sie seien in einer sintflutartigen Naturkatastrophe untergegangen. Derartige Katastrophen seien auch das Ende der anderen Wurzelrassen gewesen bzw. würden es sein.

### Die dritte Wurzelrasse
Erst mit der dritten Wurzelrasse, die auf Lemuria, einem imaginären versunkenen Kontinent im Indischen Ozean lebte, hätten die Menschen materielle Formen angenommen. Sie sei zunächst aus schweißartigen Ausflüssen der Hyperboräer entstanden, aus denen dann auch Tiere entstanden seien, und habe sich durch Eier fortgepflanzt. Diese „heilige“ Wurzelrasse sei von riesenhaftem Wuchs, großer Schönheit und umfassendem Wissen gewesen, habe noch kein individuelles Ich gekannt. An sie würden die antiken Vorstellungen der Götter erinnern. Von ihrer fünften Unterrasse an hätten sie vor 18 Millionen Jahren Sprache, Selbstbewusstsein und sexuelle Fortpflanzung entwickelt. Letzteres habe nach Blavatsky einen Sündenfall zur Folge gehabt: Die Lemurier hätten sich mit niederen Rassen, die beinahe schon Tiere gewesen seien, gepaart, woraus bösartige „Monster“ entsprossen seien.

### Die vierte Wurzelrasse
Nachdem die Lemurier in Sünde gefallen waren, sei nur eine kleine Zahl geistig rein gebliebener Auserwählter zurückgeblieben, die auf der Insel Shambala in der Wüste Gobi die „lemuro-atlantische Dynastie der Priesterkönige“ gegründet habe. Diese vierte, atlantische Wurzelrasse, die als erste der Menschheit, wie wir sie kennen, geglichen und bereits Sprache und ein moralisches Bewusstsein besessen habe, sei auf dem heute verschwundenen Kontinent Atlantis mitten im Atlantischen Ozean angesiedelt gewesen. Die Atlantier seien anfangs von riesenhafter Statur gewesen und hätten über eine hochentwickelte Technik verfügt, die es ihnen ermöglichte, gigantische Bauwerke wie die Tempel der Megalithkultur und die ägyptischen Pyramiden zu errichten. Zudem hätten sie wie vor ihnen schon die Lemurier ein „drittes Auge“ besessen, was sie befähigt hätte, „die Ewigkeit zu erkennen“. Von ihrer fünften Unterrasse an sei es aber schrittweise verschwunden. Nachdem vor mehreren Millionen Jahren ihr Kontinent Atlantis untergegangen sei, hätten sich die Überlebenden auf die Inseln Ruta und Daitya geflüchtet, die in einer weiteren Katastrophe etwa 850.000 v. Chr. untergegangen seien. Darauf bezögen sich viele Sintflutsagen und Platons Atlantis-Erzählung. Die unentwickelten dunkelhäutigen Nachkommen der Atlantier seien tausende Jahre später von den höher entwickelten Ariern aus Europa und Asien vertrieben worden und in Afrika und auf abgelegenen Inseln „schrittweise in einen noch verworfeneren und unzivilisierteren Zustand abgeglitten“.

### Die fünfte Wurzelrasse
Die fünfte Wurzelrasse, die Arier, habe sich vor etwa einer Million Jahren in Nordasien gebildet. Nach dem Untergang von Atlantis seien sie nach Südwesten ausgewandert, wo sich ihr Kontinent Europa aus dem Meer erhoben habe. Mit dieser Wurzelrasse sei „der perfekte Meridianpunkt der perfekten Ausrichtung von Geist und Materie überschritten worden – oder das Gleichgewicht zwischen dem Hirn-Intellekt und der spirituellen Wahrnehmung“. Zu diesen spirituellen Ariern rechnete Blavatsky neben den Indern vor allem die Europäer, die fünfte Unterrasse der Arier. Alle anderen und namentlich fast alle Kolonialvölker würden Reste der Lemurier und Atlantier darstellen und seien zum Aussterben verurteilt.
In ihrem letzten Werk The Key to Theosophy sagte Blavatsky voraus, dass sich die nächste arische Unterrasse schon in naher Zukunft herausbilden werde. Diese Prophezeiung verknüpfte sie mit der Ankündigung „eines neuen Lehrers der Menschheit“ für das letzte Viertel des 20. Jahrhunderts, für dessen Botschaft die Menschheit dank der Arbeit der Theosophischen Gesellschaft vorbereitet sein werde.
Ob die Juden, die Blavatsky ebenfalls zu den Ariern rechnet, von Indern oder Ägyptern abstammten, lässt Blavatsky offen. Bereits in Isis entschleiert von 1877 hatte sie alle Semiten zur am wenigsten spirituellen Rasse erklärt, da ihre Sprachen angeblich nicht imstande seien, moralische oder intellektuelle Gedanken auszudrücken: Daher basiere ihre gesamte Literatur auf Anleihen anderer Völker. In der Geheimlehre erklärte sie nun, die Juden seien ein Hybridvolk, das sich mit jeder anderen Rasse, mit der es in Kontakt gekommen sei, vermischt hätte. Damit deutet Blavatsky laut dem israelischen Historiker Isaac Lubelsky an, dass das Judentum selbst keine originäre, sondern nur eine Mischkultur hätte entwickeln können. Lubelsky erklärt diese Polemik mit Blavatskys Absicht, das auf dem Judentum basierende Christentum zu delegitimieren. Im Vergleich zu den antisemitischen Vorurteilen, die in dem russischen Milieu, aus dem Blavatsky stammte, gang und gäbe waren, erscheine ihre Haltung eher zurückhaltend.

### Die sechste Wurzelrasse
Blavatsky sagte zwei weitere Wurzelrassen voraus. Das Aufkommen der sechsten Wurzelrasse in Amerika werde mit dem Auftauchen eines neuen, sechsten Kontinents einhergehen, auf den sich die Überlebenden der Katastrophe retten würden, die in einigen hundert Jahren die gegenwärtige Menschheit weitgehend vernichten werde. Die sechste Wurzelrasse werde sich in etwa 25.000 Jahren auf das Kommen der abschließenden siebten Wurzelrasse vorbereiten. Sie werde „aus den Banden der Materie und selbst des Fleisches herauswachsen“, das heißt, sie werde wieder stärker ätherisch und androgyn sein; auch werde sie wieder die okkulten Kräfte erlangen, die den Atlantiern verloren gegangen seien.

### Die siebente Wurzelrasse
Aus  der sich anschließenden siebten Wurzelrasse, der „Rasse der ‚Buddhas‘, der ‚Söhne Gottes‘, geboren von unbefleckten Eltern“, werde der „letzte Messias“, der Maitreya Buddha hervorgehen. Mit ihr werde die Menschheit in die reine Geistigkeit zurückkehren und der Zyklus des Lebens von Menschen auf der Erde sei abgeschlossen. Bei den Menschen dieser siebenten Entwicklungsstufe würde es sich um über Planeten regierende Götter handeln, die als in Siebenergruppen unterteilte Planetengeister in das Materielle hineinwirken.

### Einordnung
Blavatsky selbst bezeichnete die Lehre als „abgemilderten Polygenismus“: Die Wurzelrassen entstünden zwar aus ein und demselben göttlichen Ursprung, sie alle hätten Anteil an dem göttlichen Funken und seien daher von ihrem Wesen her gleich; dennoch würden sie nicht voneinander abstammen und unterschieden sich stark in Aussehen, Potenzial und Fähigkeiten. Der niederländische Anthropologe Peter van der Veer weist darauf hin, dass Blavatsky Rassenlehre keineswegs egalitär sei; nach der Literaturwissenschaftlerin Gauri Viswanathan firmierte ihre Theosophie zwar als Universelle Bruderschaft der Menschheit ohne Unterschied von Rasse, Religion, Geschlecht, Kaste oder Hautfarbe, basiere jedoch auf einem hierarchischen Konzept der Rassenevolution. Der amerikanische Religionswissenschaftler James A. Santucci dagegen vertritt die Ansicht, die theosophische Wurzelrassenlehre könne nicht als rassistisch bezeichnet werden: Blavatsky betone ja den gemeinsamen, göttlichen Ursprung aller Menschen, ihr gemeinsames spirituelles Ziel und ihre wechselseitige Verbindung durch das Prinzip der Reinkarnation; sie habe den Begriff der Rasse, der heute anstößig wirke, nur benutzt, um ihre Lehre von der spirituellen, zyklischen Entwicklung der Menschheit an den wissenschaftlichen Diskurs ihrer Gegenwart anschlussfähig zu machen.

## Vorläufer
Zu den literarischen Vorgängern der Wurzelrassenlehre gehört der französische Illuminist Antoine Fabre d’Olivet (1767–1825) der in seinem 1824 erschienenen Werk Histoire philosophique du genre humain (Philosophische Geschichte des Menschengeschlechts) vom Untergang Atlantis’ berichtete, dessen Bewohner, eine rote Rasse, dabei fast vollständig untergegangen seien. Fabre d’Olivet beschrieb die Menschheitsgeschichte als eine Aufeinanderfolge verschiedener Menschenrassen über einen Zeitraum von 12.000 Jahren. Er identifizierte die weiße Rasse als Vorläufer der Hyperboräer der griechischen Mythographie. Ursprünglich am Nordpol beheimatet, sei sie südwärts nach Europa gezogen, wo sie von der dort dominanten schwarzen Rasse versklavt worden sei. Der weißen Rasse sei es gelungen, diese Verhältnisse umzudrehen und zur dominanten Rasse Europas zu werden. Ihr geistiger Leiter Rama habe die Lehre der Weißen 6.729 v. Chr. nach Indien gebracht und dort das Universalreich der Frühgeschichte gegründet, das bis 2.000 v. Chr. bestanden haben soll.
Fabre d’Olivets Fassung der Menschheitsentwicklung wurde 1884 von Saint-Yves d’Alveydre (1842–1909) in seinem Werk Mission de Juifs (Die Mission der Juden) übernommen, was d’Alveydre aus dem Werk Esoteric Buddhism des Theosophen Alfred Percy Sinnett (1840–1921) zitierte, das 1883 erschien. In diesem Buch wurde die Wurzelrassenlehre zum ersten Mal im Zusammenhang dargestellt. Sinnett gab an, sie nicht selbst entwickelt, sondern den so genannten Meister-Briefen entnommen zu haben, die auf übernatürlichem Wege von den Meistern der Weisheit Koot Hoomi und Morya übermittelt worden seien. Von ihnen soll auch Blavatskys Geheimlehre stammen, deren Rassenlehre sich nicht signifikant von der Sinnetts unterscheidet. Ob die Briefe, die Sinnett erhielt, möglicherweise von Blavatsky selber stammten, ist umstritten.
Eine weitere Referenzstelle, über die das theosophische Wurzelrassensystem an die Öffentlichkeit gelangte, bevor es in Blavatskys Geheimlehre seine endgültige Form bekam, war das von zwei Schülern der Theosophischen Gesellschaft verfasste Buch Man: Fragments of Forgotten History (Der Mensch: Bruchstücke einer vergessenen Geschichte), das 1885 erschien. Fabre d’Olivets Konzept wurde von vielen Okkultisten aufgegriffen und von Blavatsky in ihrer Geheimlehre (1888) weiterentwickelt.

## Nachfolger in der Theosophischen Gesellschaft
Um die Jahrhundertwende legte der amerikanische Theosoph William Scott-Elliot (1849–1919) zwei Bücher vor, die die untergegangenen Kontinente des Wurzelrassenmythos näher beschrieben: Atlantis und Lemuria. Er gliederte die vierte, atlantische Wurzelrasse in die folgenden Unterrassen: die „Rmoahals“, die direkt aus Lemuria gekommen sein sollen, schwarzhäutig und bis zu vier Meter groß; die „Tlavatli-Völker“ mit kupferfarbener Haut; danach für über 10.000 Jahre die Tolteken, die kulturell höchststehende Unterrasse von Atlantis, ebenfalls sehr groß, ebenfalls kupferfarben, aber mit griechischen Gesichtszügen; sie sollen sogar in der Lage gewesen sein, Luftschiffe zu konstruieren; ihnen seien die Turanier gefolgt, die erstmals einen starken Sinne für Individualität ausgebildet hätten; danach die Semiten, eine angeblich streitlustige Rasse, deren Stärke in Vernunft und Gewissen gelegen habe; nach ihnen Akkadier, die die erste Gesetzgebung schufen; als siebtes die Mongolen, die nach Asien auswanderten – die erste atlantische Unterrasse, die ihre Kulturleistungen außerhalb von Atlantis erbrachte.

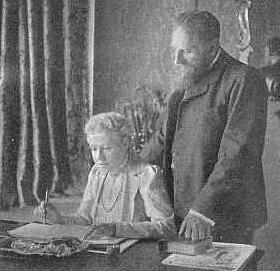
Annie Besant und Charles Leadbeater, Aufnahme aus dem Jahr 1901

Annie Besant (1847–1933), die 1907 die Leitung der Theosophischen Gesellschaft Adyar übernommen hatte, richtete den Wurzelrassenmythos nach ihrer Lehre von den Weltlehrern aus: Jede arische Unterrasse habe einen eigenen Weltlehrer gehabt: die Inder Buddha, die Ägypter Hermes Trismegistos, die Perser Zoroaster, die Kelten Orpheus und die „Teutonen“ Jesus von Nazaret. Der aktuelle Weltenlehrer werde nicht erst, wie von Blavatsky prophezeit, gegen Ende des 20. Jahrhunderts erscheinen, sondern er lebe bereits. Der von Charles Webster Leadbeater (1847–1934) entdeckte junge Inder Jiddu Krishnamurti (1895–1986) bereite das Aufkommen der nächsten Wurzelrasse in Südkalifornien vor, für den zunehmende parapsychologische Phänomene und Katastrophen wie Erdbeben, Kriege und ein beginnender Klimawandel die Anzeichen seien. Eine Weiterentwicklung des Wurzelrassenmythos legten Besant und Leadbeater 1913 unter dem Titel Man: Whence, How and Whither vor. In diesem Werk, das auf Visionen beruht, die beide gemeinsam 1910 im indischen Adyar erlebt haben wollen, formulierten sie die millenaristische Erwartung, dass die fünfte arische Unterrasse, die Teutonen, im Laufe der nächsten Jahrhunderte die Weltherrschaft übernehmen würden. Deutschland, Großbritannien und die USA würden eine Gemeinschaft aller Völker gründen, in der Indien als angebliche Urzelle der arischen Kultur einen besonders ehrenvollen Platz einnehmen werde. Der Wendepunkt zum Heraufkommen der sechsten Wurzelrasse wurde von ihnen ins 26. Jahrhundert vorverlegt.

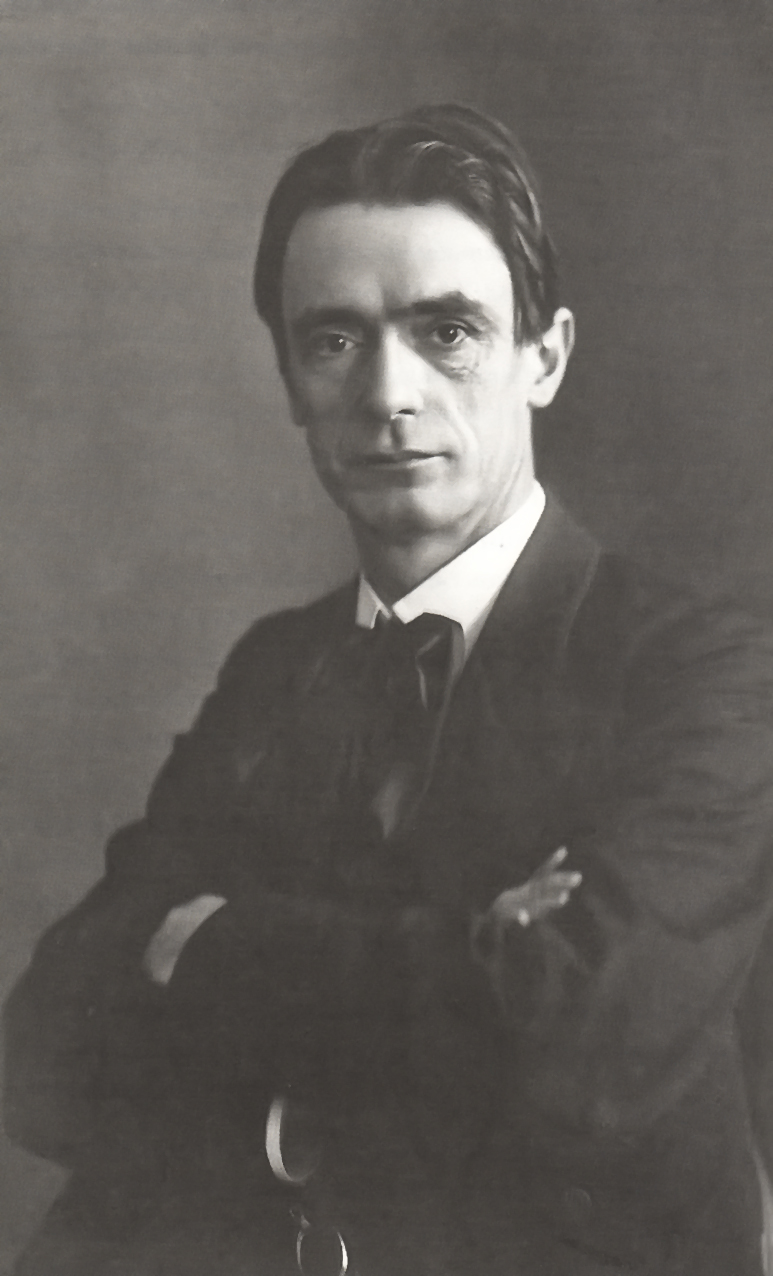
Rudolf Steiner, Aufnahme aus dem Jahr 1905

Im deutschen Sprachraum wurde der Wurzelrassenmythos von Rudolf Steiner (1861–1925), der von 1902 bis 1912 Generalsekretär der deutschen Sektion der Theosophischen Gesellschaft war, weiterentwickelt und um zahlreiche Details ergänzt. Dabei knüpfte er hauptsächlich an Scott-Elliots Rassenspekulationen an. Seine Darstellung der Wurzelrassen publizierte er von 1904 bis 1908 in einer Reihe von Aufsätzen unter dem Titel Aus der Akasha-Chronik in seiner Zeitschrift Lucifer-Gnosis. Nach dem amerikanischen Historiker Peter Staudenmaier gab Steiner die zyklische Struktur der blavatskyschen Rassenlehre auf: Die Abfolge der Wurzelrassen und ihrer Unterrassen habe für ihn den linearen Fortschritt der Menschheitsentwicklung dargestellt. Die deutsche Kulturwissenschaftlerin Jana Husmann dagegen interpretiert Steiners Wurzelrassenlehre als gnostisch und damit zyklisch: Die Menschheit habe ursprünglich rein geistig existiert. Die zunehmende Materialisierung und „Verknöcherung“ sowohl der späteren Wurzelrassen als auch der Tierwelt (die angeblich alle vom Menschen abstammen würden) beruhe auf degenerativen Prozessen, die dann in einen Wiederaufstieg hin zu reiner Geistigkeit umgeschlagen sei.
Steiner nimmt an, dass jede Wurzel- oder Unterrasse, die ihre Aufgabe in dieser Aufwärtsentwicklung erfüllt habe, degeneriere und absterbe. Die Ungerechtigkeit, dass manche Menschen zu höher stehenden Rassen gehörten, andere zu niederen, gleiche sich dadurch wieder aus, dass jeder Mensch auf seinem spirituellen Weg in verschiedenen Rassen inkarniere:

„So sehen wir, wie nicht der eine verurteilt ist, bloß in einer primitiven Rasse zu leben und der andere auf den hochentwickelten Stufen des Rassendaseins zu sein. Ein jeder von uns geht durch die verschiedensten Stufen der Rassen hindurch und der Durchgang bedeutet für die einzelne Seele gerade eine Fortentwickelung.“

Das Bewusstsein, früher in niederen Rassen inkarniert gewesen zu sein, schärfe für jeden Theosophen den Sinn für die universelle Bruderschaft aller Menschen. Das Ziel dieser Entwicklung sei der „Weltenmensch“, eine Entwicklungsstufe, auf der alle rassischen und ethnischen Unterschiede zwischen den Menschen bedeutungslos geworden seien. Dass überhaupt Angehörige von Menschenrassen unterschiedlicher Wertigkeit nebeneinander existierten, sei von den göttlichen Lenkern der Menschheitsentwicklung nicht geplant gewesen, es sei auf den störenden Einfluss von Ahriman und Lucifer zurückzuführen, zwei bösen Wesenheiten in Steiners Mythologie. Offenen Rassismus, wie ihn etwa die Völkische Bewegung vertrat, lehnte Steiner wiederholt explizit ab.
Im Ersten Weltkrieg nahmen Besant und Leadbeater Partei gegen die Mittelmächte, deren Führer sie als „von den Mächten der Finsternis besessen“ denunzierten. Sie gelte es in einem „apokalyptischen ‚Weltgericht‘ der Rassenscheidung und Rassenvernichtung“ vor der Parusie des neuen Weltenheilands niederzuringen. Dass dies nicht vollständig gelang und Deutschland 1918 nicht zu einer bedingungslosen Kapitulation gezwungen worden war, erklärte der spätere Vorsitzende der TG-Adyar Curuppumullage Jinarajadasa (1875–1953) während des Zweiten Weltkriegs als Ursache dafür, dass Krishnamurti 1929 von seiner ihm zugedachten Rolle als Weltenlehrer zurückgetreten war: Den dunklen Kräften sei dadurch Gelegenheit gegeben worden, erneut zu wachsen.
Auf diese politische Instrumentalisierung der theosophischen Rassenlehre antworteten die in Deutschland zentrierten theosophischen Gesellschaften, die Anthroposophische Gesellschaft und die Internationale Theosophische Verbrüderung ihrerseits mit kulturimperialistischen Konzeptionen. Nur bei den nichtdeutschen Muttergesellschaften TG-Adyar, TG New York und TG Point Looma blieb die universale Ausrichtung erhalten. Während die politischen Anschauungen von Franz Hartmann und Hermann Rudolph bis zur Machtergreifung der Nationalsozialisten 1933, abgesehen von Zugeständnissen an den Zeitgeist, politisch moderat blieben, wandten sich die deutschen theosophischen Gruppierungen um Hugo Vollrath (1877–1943) und Paul Zillmann vollständig dem rassistisch-nationalistischen Lager zu.

## Rezeption
Die theosophischen Lehren von der Welt- und Menschheitsentwicklung stießen im 19. und 20. Jahrhundert auf ein breites Publikumsinteresse. Sie waren zeitgenössisch populär und gelten bis heute bei diversen Geheimgesellschaften, die sich direkt oder indirekt aus der Theosophischen Gesellschaft ableiten, als das Fundament ihrer Lehrgebäude. Aus heutiger naturwissenschaftlicher Sicht ist das spiritistisch inspirierte Weltmodell der Wurzelrassenlehre nicht mehr plausibel und nachvollziehbar. In neuerer Zeit wurden Blavatskys Thesen der Wurzelrassen-Entwicklung von neonazistischen Autoren wie Wilhelm Landig und von Trevor Ravenscroft aufgegriffen.

### Anthroposophie
Im Zuge seiner Lösung von der Theosophie ab 1907 verwendete Rudolf Steiner die Begriffe „Wurzelrasse“ und „Unterrasse“ nicht mehr. Stattdessen schrieb er von „Epochen“, „Hauptzeiträumen“ und „Zeitaltern“ bzw. „Kulturepochen“, „Kulturperioden“ und „Kulturzeitalter“. In Vorträgen aus dem Jahr 1908 erklärte er, der Tod Jesu Christi habe die Grundlagen für eine neue Menschheit gelegt, die wie die Menschen früherer Epochen wieder hellsichtig sein und brüderlich, ohne Rücksicht auf rassische oder ethnische Bindungen zusammenleben würde; jetzt, in der fünften Unterrasse habe der „Kulturbegriff den Rassenbegriff abgelöst“.
Bis es aber gelungen sein werde, „die zerklüftete Menschheit […] zu verbinden durch die einheitliche okkulte spirituelle Weisheit“ (so Steiner 1907), werde es aber weiterhin Menschenrassen geben. Dabei lassen sich in Steiners Werk zwei Rassenschemata nachweisen: Zum einen die blavatskyschen Wurzelrassen, das er als einen Gegenentwurf zu Charles Darwins Evolutionstheorie verstand. Hier sah er die „Arier“ seiner Gegenwart als am höchsten entwickelt an, wohingegen andere wie die Juden ihren Höhepunkt bereits überschritten hätten und sich nun im Niedergang befänden. Ihnen spricht er die Möglichkeit zur spirituellen Höherentwicklung, die ansonsten allen Menschen offenstehe, rundheraus ab, da sie nur untereinander heirateten und so am Rassenglauben festhalten würden. Bei seinen Äußerungen zur unterschiedlichen Wertigkeit der Rassen berief sich Steiner auf ausgesuchte Textstellen des französischen Rassetheoretikers Arthur de Gobineau (1816–1882). Zum anderen griff Steiner auf das seinerzeit verbreitete dreigliedrige Rassenschema zurück, das die Menschheit in Schwarze, Weiße und „Gelbe“ einteilt. Diesen wies er die Kontinente Afrika, Europa und Asien zu, in denen sie jeweils heimisch seien. Die Unterschiede zwischen ihnen erklärte er mit den dort unterschiedlichen Klima- und Lichtbedingungen. Laut Helmut Zander lässt sich auch eine Einteilung in fünf Rassen bei Steiner nachweisen: Neben Europäern, Afrikanern und Ostasiaten auch „rote“ Indianer und braune Malayen.
An mehreren Stellen erläuterte Steiner diese Rassen als unterschiedliche Entwicklungsgrade, ihr Aussterben nach Erfüllung ihrer jeweiligen Aufgaben in der Menschheitsentwicklung und ihre Bedeutung in der Höherentwicklung der Einzelseele, die in jede von ihnen reinkarniert werden könnten. Dabei qualifizierte er „Neger“ als kindlich, triebhaft und wenig spirituell ab, Indianer Nordamerikas dagegen als vergreist, im „Hinsterben in einer Art Verknöcherung“ befindlich. Der weiße Europäer stelle demgegenüber die Normalstufe der derzeitigen Menschheitsentwicklung dar, ihr Erwachsenenalter, und sei wie kein Angehöriger anderer Rassen zu intellektueller Durchdringung der Welt und zu spiritueller Erneuerung in der Lage.
Aufgrund dieser und anderer Behauptungen Steiners wurde der Anthroposophie seit den 1990er Jahren von verschiedenen Autoren der politischen Linken in Deutschland vorgeworfen, sie vertrete rassistisches Gedankengut und sei ein Wegbereiter des NS-Regimes gewesen. Diese These wiesen anthroposophische Autoren zurück und behaupteten, die Anthroposophie überwinde Rassismus. Eine klare Absage an rassistische Passagen in Steiners Werk oder an das ihnen zugrundeliegende Menschenbild findet sich aber nach Meinung der Religionswissenschaftlerin Melanie Hallensleben nur selten.
In der wissenschaftlichen Literatur zum anthroposophischen Rassendiskurs wird auf die starke Ambivalenz der Äußerungen Steiners verwiesen, die nach beiden Seiten anschlussfähig gewesen seien. Der deutsche Theologe Helmut Zander streicht Steiners Hierarchisierung der Menschenrassen heraus, die er aus der Theosophie übernommen habe, und die sozialdarwinistischen Konsequenzen aus der Annahme, Menschengruppen, die ihre Aufgabe erfüllt hätten, müssten absterben:

„Diese Konstruktionslogik verleitet dazu, die Kulturen, die man hinter sich gelassen zu haben glaubt, auch zu benennen: ‚die Neger‘, ‚die Wilden‘ oder ‚die Juden‘.“

Zander sieht das Zentralproblem in Steiners Rassismen in der tief im 19. Jahrhundert verwurzelten Evolutionsdoktrin, die sein gesamtes Denken durchziehe. Auf deren Grundlage habe er ein lineares und eurozentrisches Geschichtsbild und seine konsequent sozialdarwinistische Ethnologie entworfen. Zander plädiert dafür, dass Anthroposophen Steiners Rassenlehre endlich historisieren, sie als „zeitgebundene Vorstellungswelt“ erkennen und als Irrtum verwerfen, auch wenn dies die Tür öffnen würde zu einer Kritik an seiner angeblich „höheren Einsicht“, die den Anspruch erhob, nicht zeitgebunden, sondern überzeitlich gültig zu sein.
Jana Husmann stellt fest, „dass Steiners neognostisches Evolutionsmodell den Begriffen und der Struktur nach rassentheoretische Diskurse zur Voraussetzung hat“. Steiner spiritualisiere die „rassischen“ Kategorien, die er verwende.
Der deutsche Religionswissenschaftler Michael Rißmann behauptet, dass man bei Steiner keinen Sozialdarwinismus finde. Rechne man diesen und die Rassenhygiene zu konstitutiven Elementen des Rassismus, sei Steiner nicht rassistisch gewesen; er habe allerdings menschlichen Phänotypen spezifische, nur ihnen zugängliche Eigenschaften und Aufgaben zugeschrieben, was „unter bestimmte Definitionen von Rassismus subsumiert werden“ könne. Insgesamt könne die Anthroposophie nicht als Vorläufer des Nationalsozialismus angesehen werden. Der amerikanische Historiker Peter Staudenmaier urteilt, dass die von Steiner und seinen Anhängern verbreiteten Rasselehren mit dem Selbstbild der Anthroposophie als Trägerin spiritueller Weisheit und kosmopolitischer Toleranz inkompatibel seien.
Melanie Hallensleben resümiert, dass die Vorwürfe gegen die Anthroposophie großenteils fehlgingen, da Steiner keine völkischen Ideen vertreten und Nationalismus ebenso wie Rassenhygiene explizit abgelehnt habe: Juden habe er empfohlen, die innergemeinschaftliche
Heirat aufzugeben. Dass Steiner seine fragwürdigen Vorstellungen von Juden oder Afrikanern als Begründung herangezogen habe, einzelne von ihnen persönlich abzuwerten, lasse sich in keinem Fall nachweisen: „[A]uf Steiners Ungleichbewertung von Menschen folgt keine Ungleichbehandlung“.

### Ariosophie

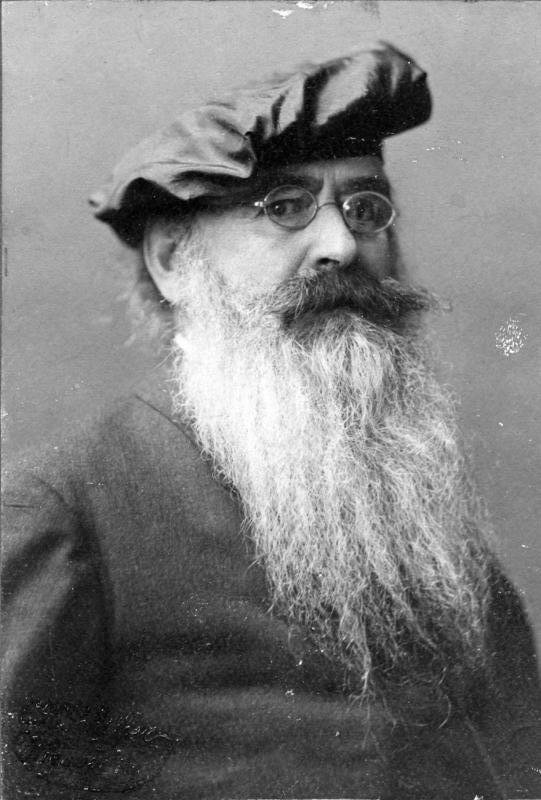
Guido von List, Aufnahme aus dem Jahr 1913

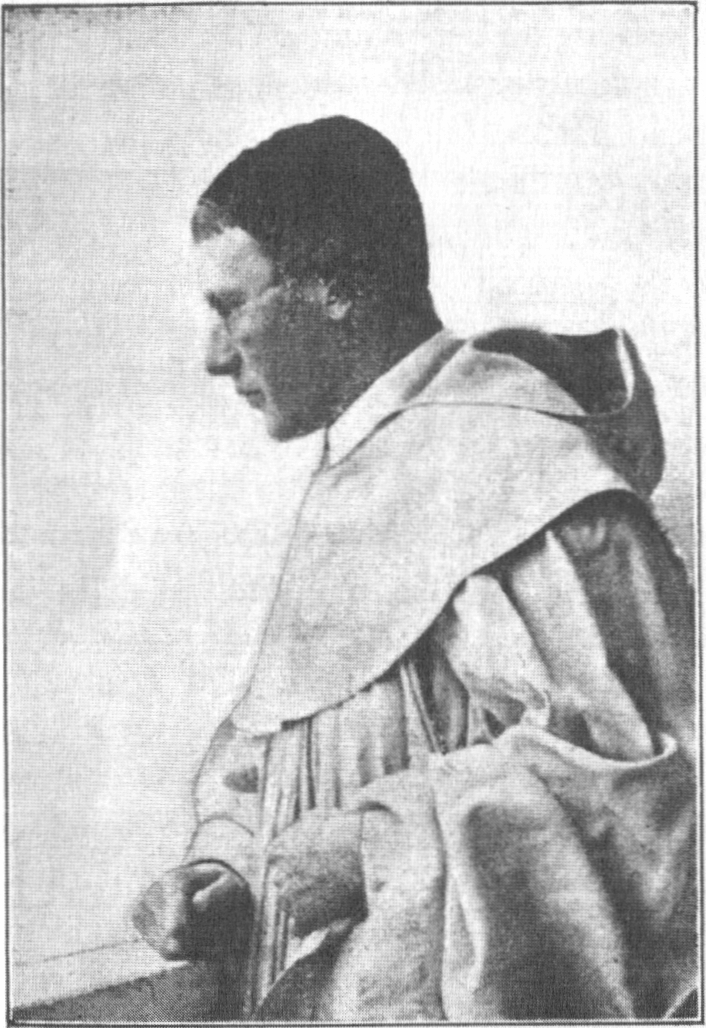
Jörg Lanz von Liebenfels, Aufnahme aus dem Jahr 1907

In Österreich gab es vor dem Ersten Weltkrieg Strömungen, die mit der germanisch-nordischen oder teutonischen Unterrasse eine noch bevorstehende Ära einer deutschen Weltherrschaft und Ablösung des britischen Weltreichs zu verkünden begann. Die zunächst bei Guido von List (1848–1919) als Wotanismus und Armanismus und bei Jörg Lanz von Liebenfels (1874–1954) als Theozoologie verbreiteten Lehren wurden ab 1915 als Ariosophie propagiert, eine speziell österreichische völkisch-rassistische Variante ohne organisatorischen Bezug zu den Theosophen Blavatskys. Von der Guido-von-List-Gesellschaft gab es Verbindungen zum Neutempler-Orden von Lanz und zur Theosophie. Die gesamte Anhängerschaft der Theosophischen Vereinigung Wiens war auf der Mitgliederliste der Gesellschaft Lists vertreten, der die Schriften Blavatskys heranzog, um anhand von Übereinstimmungen von germanischen und indischen Weisheitslehren deren gemeinsamen arischen Ursprung zu beweisen. Diese esoterisch orientierte Strömung innerhalb der völkischen Bewegung basierte in ihren Grundideen auf dem Gedankengut der Geheimlehre Blavatskys und griff speziell ihre Sichtweise auf, der zufolge die „Arier“ die am höchsten entwickelte Wurzelrasse der Menschheit seien. Die von Blavatsky vertretene Lehre der Rassenentwicklung war ein starker Impuls für die Ariosophie. So beschäftigte sich zum Beispiel Lanz intensiv mit den fünf Wurzelrassen ihrer theosophischen Rassenlehre und übernahm die moderne Theosophie zur ideologischen Ausformung seiner neognostischen „germanisierten“ Religion. Er nahm eine selektive Exegese von Blavatskys Secret Doctrine vor und sah sich dadurch in seiner Vermutung bestätigt, Unzucht mit Tieren, wie Blavatsky sie den Lemuriern vorwarf, sei die Ursache der Rasseverschlechterung gewesen: Die vierte, atlantische Wurzelrasse habe sich in eine tierische und eine reine Unterart geteilt, aus der die fünfte Wurzelrasse der Arier hervorgegangen sei. Diese hätten sich jedoch wieder mit den Abkömmlingen der tierischen Unterart vermischt. Die Ariosophen übernahmen auch das alte indische Hakenkreuz-Symbol, das Blavatsky als Bestandteil des Emblems der Theosophischen Gesellschaft benutzte und deutsche Theosophen in Deutschland als erste verwendeten. Insofern trug Blavatsky ungewollt zur späteren Übernahme des Hakenkreuzes durch die Nationalsozialisten bei.
Die ariosophische Interpretation der Wurzelrassenlehre wurde während der Weimarer Republik von dem theosophischen Verleger Hugo Vollrath in die deutsche Theosophie getragen. Er gründete 1923 die Theosophische Gesellschaft (Leipzig), der bald auch der Gründer der rechtsextremen Thule-Gesellschaft Rudolf von Sebottendorf (1875–1945) beitrat. Für Vollrath war die völkisch-nationalistische Ausrichtung seiner TG wichtiger als die universale. Er propagierte die Rassen-Reinzucht und strebte im Gegensatz zu den Adyar-Theosophen eine Theosophie an, „die sich auf … universeller deutscher Geisteskultur aufbaut“.

### Nationalsozialismus

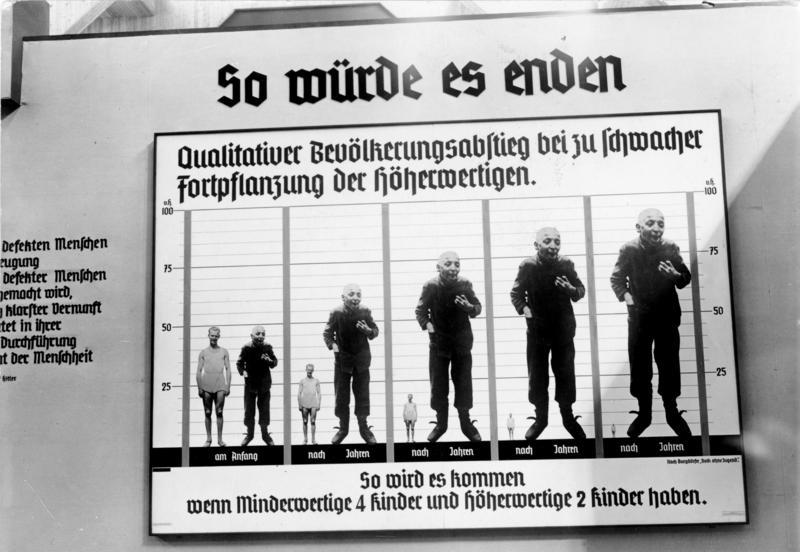
Nationalsozialistische „Rassenhygiene“: Die Ausstellung „Wunder des Lebens“

Wiederholt wurde der Vorwurf erhoben, die theosophische Rassenlehre hätte zum Aufkommen des Nationalsozialismus beigetragen. Der österreichische Schriftsteller Wilfried Daim stellte 1958 den Ariosophen Lanz von Liebenfels als den Mann vor, „der Hitler die Ideen gab“. Der amerikanische Historiker Jeffrey A. Goldstein verweist auf die Thule-Gesellschaft, die neben der Ariosophie zwischen dem Nationalsozialismus und der Theosophie vermittelt habe: Deren okkulte Lehre von Rassen von unterschiedlicher spiritueller Wertigkeit habe dabei „geholfen, ein Programm vorzubereiten, das auf die Auslöschung der niederen Rasse abzielt, weil sie ein Hindernis für die Evolution darstelle“.
Diese These wird in der Geschichtswissenschaft zumeist zurückgewiesen. Der englische Religionswissenschaftler Nicholas Goodrick-Clarke untersucht in seiner zuerst 1982 erschienenen Dissertation die „okkulten Wurzeln des Nationalsozialismus“ und kommt zu dem Ergebnis, dass Adolf Hitler (1889–1945) zwar Werke von List und Lanz von Liebenfels kannte und auch teilweise von ihnen beeinflusst war, namentlich von ihrem Millenarismus und ihrem Manichäismus. Andere zentrale Aspekte der ariosophischen Lehre, etwa das vergangene „Goldene Zeitalter“ der Arier oder deren geheimes kulturelles Erbe, interessierten ihn nicht. Laut der deutschen Historikerin Corinna Treitel hatten die Ariosophen zwar einen Anteil an politischen Phantasien und Mythen im Wien der Nachkriegszeit und in Hitlers frühem Umfeld, weniger aber an der Ausbildung der NS-Ideologie. In der Zeit des Nationalsozialismus ab 1933 seien entsprechende Sekten polizeilich beobachtet und schließlich verboten worden. Der israelische Historiker Isaac Lubelsky kommt zu dem Ergebnis, dass die Theosophie zwar den rassistischen Diskurs, der Ende des 19. Jahrhunderts gängig war, weitertransportiert habe, sie den Nationalsozialismus aber höchstens indirekt beeinflusst habe. Auch ihre direkten rassistischen Ausläufer, die Ariosophen, hätten einen geringeren Einfluss auf die Ideologie des „Dritten Reiches“ gehabt, als Goodrick-Clarkes Formulierung von den „okkulten Wurzeln des Nationalsozialismus“ vermuten lasse.

### Primärquellen
- Alfred Percy Sinnett: Esoteric Buddhism, London 1883.
  - deutsch: Die esoterische Lehre oder Geheimbuddhismus. Leipzig 1884; Neuausgabe: Roller, Langen 2005, ISBN 3-923620-19-5.
- Helena Petrovna Blavatsky: The Secret Doctrine, 1888 (online)
  - deutsch: Die Geheimlehre. 4 Bände. Reprint: Esoterische Philosophie, Hannover 1999, ISBN 3-924849-51-X.
- William Scott-Elliot: The Story of Atlantis. A Geographical, Historical and Ethnological Sketch. Theosophical Publishing Society, London 1896. (online)
- William Scott-Elliot: The Lost Lemuria. Theosophical Publishing Society, London 1904 (online)
- Rudolf Steiner: Aus der Akasha-Chronik (Aufsätze 1904–1908). Steiner, Dornach 1995, ISBN 3-7274-5708-2 (online)
- Arthur E. Powell: The Solar System: A Complete Outline of the Theosophical Scheme of Evolution. The Theosophical Publishing House, London 1930.

### Sekundärliteratur
- Isaac Lubelsky: Mythological and Real Race Issues in Theosophy. In: Olav Hammer, Mikael Rothstein (Hrsg.): Handbook of the Theosophical Current (= Brill Handbooks on Contemporary Religion. 7). Brill, Leiden 2013, ISBN 978-90-04-23596-0, S. 335–355.
- James A. Santucci: The Notion of Race in Theosophy. In: Nova Religio. The Journal of Alternative and Emergent Religions. Bd. 11, H, 3, 2008, S. 37–63, doi:10.1525/nr.2008.11.3.37.
- Peter Staudenmaier: Race and Redemption. Racial and Ethnic Evolution in Rudolf Steiner's Anthroposophy. In: Nova Religio. The Journal of Alternative and Emergent Religions. Bd. 11, H. 3, 2008, S. 4–36, doi:10.1525/nr.2008.11.3.4.